# В един часа след полунощ
„В един часа след полунощ“ (на английски: One A.M.) е американски филм от 1916 година, комедия на режисьора Чарли Чаплин по негов собствен сценарий.
Филмът е слапстик комедия, описващ продължителните опити на пиян мъж да се добере от входа на своето неголямо ергенско жилище до леглото си. Главната роля се изпълнява от Чарли Чаплин, който за пръв път играе почти без други актьори. Това е и един от малкото му филми, в които той не е в обичайната си роля на Скитника.